# Dom (film 1958)
Dom – polski eksperymentalny film animowany z 1958 w reżyserii Waleriana Borowczyka i Jana Lenicy.

## Fabuła
Film Borowczyka i Lenicy składa się z ciągu surrealistycznych obrazów, ujętych w klamrę narracyjną w postaci fasady kamienicy. Są one zgrupowane w sekwencje oddzielone twarzą kobiety. W kolejnych odsłonach aktorka – Ligia Branice-Borowczyk, żona Waleriana – podnosi lub opuszcza głowę, doświadczając wydarzeń we wnętrzu domu. Widz może uświadczyć widoku walczących szermierzy z fotogramów Étienne'a-Julesa Mareya, ożywionej peruki pijącej mleko i tłuczącej szklankę, postaci z wiekowych fotografii i rycin oraz kobiety całującej głowę manekina.

## Odbiór i znaczenie
Dom był dziełem przełomowym w skali światowego kina animowanego, gdyż zrywał z powszechną w skali tego rodzaju filmowego konwencją baśni dla dzieci. Poszczególne sceny były wykonane w konwencji francuskiej awangardy filmowej z lat 20. XX wieku, wykorzystując mnóstwo technik kolażu. Początkowo Dom nie został zrozumiany w Polsce; Tadeusz Kowalski pisał: „Dom to jeden z najdziwniejszych filmów, jakie kiedykolwiek widziałem”.
Opinie o Domu jednak się zmieniały wraz z czasem. Według Pawła Sitkiewicza Dom był „jednym z najbardziej enigmatycznych filmów animowanych w historii”, zwiastującym polską szkołę animacji. Zdaniem Andrzeja Kossakowskiego Dom „odegrał wyjątkowo istotną rolę na określonym etapie w rozbudzaniu samodzielności myślenia filmowego i inspirowaniu osobistej, artystycznie traktowanej działalności wielu polskich realizatorów w dziedzinie animacji”. Stanisław Bitka pisał, iż „Dom zawierał w sobie cechy, które staną się typowe dla polskiej szkoły animacji, a zatem: innowatorskie i śmiałe stosowanie technik plastycznych, luźne podejście do struktury narracyjnej, trudny do uchwycenia filozoficzny wydźwięk i wreszcie znakomitą ścieżkę dźwiękową”. Dzieło Borowczyka i Lenicy, nagrodzone Grand Prix na Międzynarodowym Festiwalu Filmowym w Brukseli, „pozostaje ostatnim i chyba najdoskonalszym świadectwem symbiozy łączącej twórców” (Piotr Prusinowski), po którym ich współpraca dobiegła końca.